# Lekkoatletyka na Letnich Igrzyskach Paraolimpijskich 2012 – 400 metrów T53 mężczyzn
W biegu na 400 metrów kl. T53 mężczyzn podczas Letnich Igrzysk Paraolimpijskich 2012 rywalizowało ze sobą 19 zawodników. W konkursie udział wzięli sportowcy z uszkodzonym rdzeniem kręgowym, posiadający pełną kontrolę nad rękami, niewielką nad tułowiem i jej pozbawieni nad nogami.

## Wyniki

### Eliminacje
Bieg 1
| Poz. | Zawodnik               | Narodowość        | Rezultat | Uwagi |
| ---- | ---------------------- | ----------------- | -------- | ----- |
| 1    | Li Huzhao              | Chiny             | 51,19    | Q     |
| 2    | Hamad N M E Aladwani   | Kuwejt            | 51,35    | Q     |
| 3    | Yoo Byung-hoon         | Korea Południowa  | 52,06    | q     |
| 4    | Eric Gauthier          | Kanada            | 53,56    |       |
|      | Jaime Ramirez Valencia | Meksyk            | DQ       |       |
|      | Brian Siemann          | Stany Zjednoczone | DQ       |       |

Bieg 2
| Poz. | Zawodnik                   | Narodowość        | Rezultat | Uwagi |
| ---- | -------------------------- | ----------------- | -------- | ----- |
| 1    | Joshua George              | Stany Zjednoczone | 51,44    | Q     |
| 2    | Yu Shiran                  | Chiny             | 51,74    | Q     |
| 3    | Pierre Fairbank            | Francja           | 52,23    |       |
| 4    | Ariosvaldo Fernandes Silva | Brazylia          | 52,44    |       |
| 5    | Jun Hiromichi              | Japonia           | 52,74    |       |
| 6    | Jesus Aguilar              | Wenezuela         | 52,80    |       |
|      | Sopa Intasen               | Tajlandia         | DQ       |       |

Bieg 3
| Poz. | Zawodnik               | Narodowość        | Rezultat | Uwagi |
| ---- | ---------------------- | ----------------- | -------- | ----- |
| 1    | Brent Lakatos          | Kanada            | 49,46    | Q     |
| 2    | Richard Colman         | Australia         | 49,79    | Q     |
| 3    | Jung Dong-ho           | Korea Południowa  | 50,02    |       |
| 4    | Zach Abbott            | Stany Zjednoczone | 52,58    |       |
| 5    | Roger Puigbo Verdauger | Hiszpania         | 53,29    |       |
| 6    | Pichet Krungget        | Tajlandia         | 53,63    |       |

### Finał
| Poz. | Zawodnik             | Narodowość        | Rezultat | Uwagi |
| ---- | -------------------- | ----------------- | -------- | ----- |
| 1    | Li Huzhao            | Chiny             | 49,70    |       |
| 2    | Brent Lakatos        | Kanada            | 50,17    |       |
| 3    | Richard Colman       | Australia         | 50,24    |       |
| 4    | Yu Shiran            | Chiny             | 50,92    |       |
| 5    | Joshua George        | Stany Zjednoczone | 51,14    |       |
| 6    | Yoo Byung-hoon       | Korea Południowa  | 51,30    |       |
| 7    | Jung Dong-ho         | Korea Południowa  | 51,45    |       |
| 8    | Hamad N M E Aladwani | Kuwejt            | 52,04    |       |